# Darwin Pastorin
Darwin Pastorin (San Paolo, 18 settembre 1955) è un giornalista italiano.

## Biografia
Figlio di emigranti veronesi in Brasile, dove nasce, mazzediese di adozione, ha lavorato due anni al Guerin Sportivo e per vent'anni a Tuttosport, è stato direttore della redazione sportiva di Tele+, successivamente di Stream TV e nel settore Sport di SKY Italia.

### Esperienze lavorative
Editorialista de il manifesto, Diario della settimana, Amica, collabora con La Stampa, Liberazione, l'Unità, Il Messaggero, Il Gazzettino di Venezia, e numerosi periodici.
Nell'estate 2006, dopo lo scandalo Calciopoli che ha causato l'allontanamento di Aldo Biscardi e del suo "processo" dalla rete televisiva LA7, egli è diventato, su nomina del direttore generale di LA7 Antonio Campo Dall'Orto, direttore della testata LA7 Sport, che collabora anche col TG La7.
A LA7 ha condotto, tra gli altri programmi, Il gol sopra Berlino, che ha seguito i Mondiali di Calcio 2006 in Germania, e Le partite non finiscono mai, che segue il Campionato italiano 2006/07. Per LA7.it cura l'editoriale su calcio e letteratura Darwinando, on line ogni mercoledì.
Dal febbraio 2009 ha ricoperto il ruolo di direttore responsabile dell'emittente piemontese Quartarete con l'obiettivo di compiere un'operazione di restyling dell'intero canale, curando in modo particolare le trasmissioni di approfondimento (come Balon il sabato sera, dedicato ai temi dell'attualità o l'appuntamento quotidiano mattutino di Gente che Parla), i telegiornali, oltre al suo primo vero amore delle trasmissioni sportive, dando ampio spazio alle notizie della Juventus e del Torino, con apposite rubriche dedicate. Dal 2012 è giurato per il Premio Calciobidone, ironico riconoscimento destinato al peggior calciatore della Serie A, titolo a cura di Calciobidoni.it, del Guerin Sportivo e di Fantacalcio. Nel 2020 cura la prefazione del libro UndiciMetri. Storie di rigore di Cristian Vitali e Maurizio Targa.

### Impegno politico
Nel luglio 2009 è tra i promotori del movimento "Comunisti - Sinistra Popolare", successivamente ridenominatosi Partito Comunista, dell'ex-PdCI Marco Rizzo.

## Premi ricevuti
- Premio Selezione Bancarella Sport
- Premio Ussi
- Secondo premio al Concorso Letterario del Coni
- Premio Saint Vincent (1988)

## Libri
- Avenida del Sol. A piedi scalzi in Sudamerica (Mondadori)
- L'ultima parata di Moacyr Barbosa (Mondadori)
- Ode per Mané (Limina)
- Ti ricordi, Baggio, quel rigore? (Donzelli)
- Storie e miti dei mondiali con Gianni Minà (Cosimo Panini Editore)
- Le partite non finiscono mai (Feltrinelli)
- Libero gentiluomo (Limina)
- Lettera a mio figlio sul calcio (Mondadori)
- Ragazzi, questo è il calcio! (Gallucci)
- I portieri del sogno (Einaudi)
- Dal dribbling al marketing (E Lodetti)
- Tempi supplementari (Feltrinelli)
- La mia Juve (Priuli & Verlucca)
- Lettera a un giovane calciatore (Chiarelettere)
- Storia d'Italia ai tempi del pallone. Dal grande Torino a Cristiano Ronaldo (CasaSirio Editore)
- Il Mondiale spiegato alle donne (Editoriale Diario, 1998)